# Tjurmerivier
Tjurmerivier (Zweeds: Tjurmejåkkå; Samisch : Čumujohka)  is een rivier annex beek, die stroomt in de Zweedse  gemeente Kiruna. De rivier ontstaat als twee bergbeken op de noordelijke hellingen van de berg langs de vallei van de Kummarivier. De beken stromen samen en vervolgens gaan zij oostwaarts. Ze zijn circa vier kilometer lang.
Afwatering: Tjurmerivier → Kummarivier → Könkämärivier →  Muonio → Torne → Botnische Golf